# Science-Fiction: The Early Years
Science-Fiction: The Early Years es un libro de referencia estadounidense sobre la ciencia ficción temprana de todos los países hasta 1930, publicado por la editorial de la Universidad Estatal de Kent. El libro cataloga más de 3000 obras de ciencia ficción, muchas de las cuales son muy raras y nunca antes descritas. Las obras incluidas son novelas, nouvelles, cuentos y obras de teatro ocasionales. Se incluyen varios índices: índice de motivos y temas, índice de fechas, índice de revistas, índice de títulos e índice de autores. El libro recibió el Premio Locus a la Mejor No Ficción en 1992.
El prólogo del libro reconoce la dificultad de seleccionar tanto la fecha inicial como la final. El autor considera Somnium (1634) de Johannes Kepler como la primera historia «que indiscutiblemente podría llamarse ciencia ficción». El año 1930 ha sido elegido como el menos objetable de varias fechas finales posibles, cuando las revistas del género estuvieron ampliamente disponibles en los Estados Unidos. El catálogo del libro no se considera completo, ya que se observaron al menos dos omisiones sin importancia («You've Killed Privacy!» de Garret Smith y «Through 'HELL' to Peace» de Donn Byrne).